# TechRepublic
TechRepublic — интернет-журнал и сообщество для профессионалов IT. Сайт регулярно публикует технологические новости, технические обзоры и рекомендации по передовым практикам и инструментам в области информационных технологий.
Стоящая за сайтом организация, фирма TechRepublic Inc., была создана в 1997 году в городе Луисвилл, штат Кентукки, США, Томом Коттингемом и Кимом Сполдингом, а сам веб-сайт был запущен в мае 1999. Уже в марте 2000 года TechRepublic Inc. был куплен компанией Gartner Group за $80 млн. Но сайт не вписывался в бизнес-модель корпорации Gartner, и последняя продала его в апреле следующего года за $23 млн компании CNET Networks.
TechRepublic является участником бизнес-портфолио CBS Interactive вместе с сайтами ZDNet, BNET, SmartPlanet и CBS MoneyWatch.
В 2012 году в TechRepublic был интегрирован похожий по тематике сайт silicon.com. До этого silicon.com просуществовал 15 лет.